# Górnik Radlin (piłka siatkowa)
Siatkarski Klub Górnik Radlin – polski klub siatkarski mężczyzn z Radlina powstały w 2000 roku, wcześniej (od 1979 roku) funkcjonujący jako sekcja siatkarska Klubu Sportowego Górnik Radlin. W 1998 roku sekcja utworzyła "Autonomiczną Sekcję Piłki Siatkowej Klubu Sportowego Górnik Radlin". Dwa lata później, w 2000 roku sekcja odłącza się od klubu i wraz z całym majątkiem przekształca się w Siatkarski Klub Górnik Radlin.
Największym sukcesem siatkarzy z Radlina był udział w najwyższej klasie rozgrywkowej w latach 1996-2000 i w 2004 roku. Obecnie siatkarze "Górnika Radlin" rozgrywają swoje mecze w III lidze.

## Historia
Początek siatkówki w Radlinie datuje się na 1979 rok, gdy w ramach działającego od 1923 roku wielosekcyjnego KS Górnik Radlin została założona sekcja piłki siatkowej. W tym czasie Radlin należał do Wodzisławia Śląskiego i podjęto wtedy decyzję o budowie w tej dzielnicy silnego ośrodka siatkarskiego. W 1996 roku klub awansował do I ligi jeszcze jako KS "Górnik Radlin" Wodzisław Śląski. W następnym roku występował już jako klub miasta Radlin (Radlin ponownie został samodzielnym miastem w 1997 roku).
Największym sukcesem, jakim klub może się poszczycić, jest awans do PLS w 2004 roku Górnik zajął 9. miejsce w tabeli i zagrał z AZS Nysa w meczach o utrzymanie. Przegrana w stosunku 1 – 4 spowodowała spadek do I ligi serii B. W 2014 roku siatkarze wywalczyli awans do II ligi.

### Dotychczasowi trenerzy
Drużyny prowadzili: Tadeusz Szostok, Stefan Adamczyk, Grzegorz Kosatka, Dariusz Luks, Marek Przybysz, Andrzej Brzezinka, Karol Janaszewski, Zbigniew Błaszczak, Witold Łupiński, Lech Kowalski, Stanisław Szulik, Roman Pinoczek.